# Schleckheim
Schleckheim is een plaats in het Akener stadsdeel Kornelimünster/Walheim. Schleckheim heeft ongeveer 1500 inwoners.

## Geschiedenis
Het gebied werd begin 9e eeuw door Lodewijk de Vrome geschonken aan Benedictus van Aniane. Het werd aldus bezit van de Abdij van Kornelimünster. Het dorp ontwikkelde zich van de 17e tot de 20e eeuw om de adellijke hoeve Hornhof. Tot 1972 behoorde Schleckheim tot de gemeente Walheim en vanaf dat jaar werd het onderdeel van de stad Aken.

## Natuur en landschap
Schleckheim ligt ten noorden van de Eifel op een hoogte van ongeveer 280 meter.
Onderdeel van Schleckheim is de buurtschap Nütheim.

## Foto's

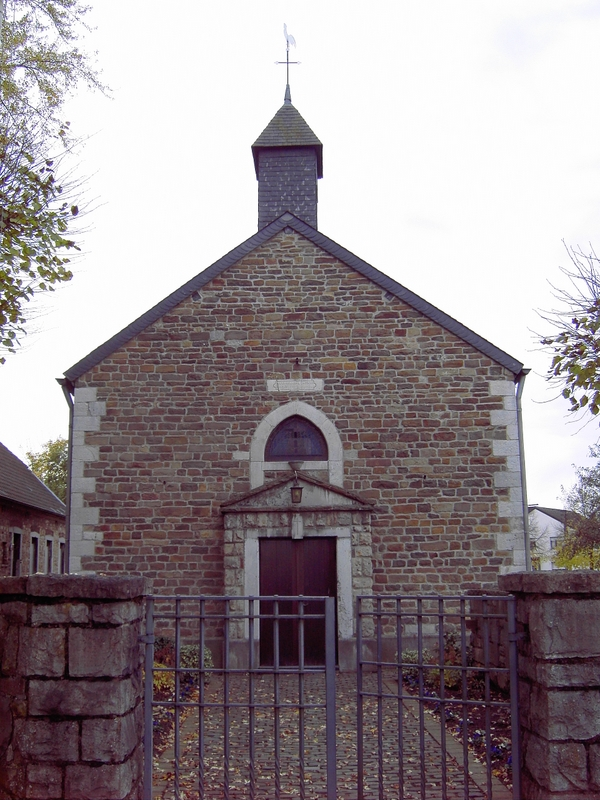
Drievuldigheidskapel
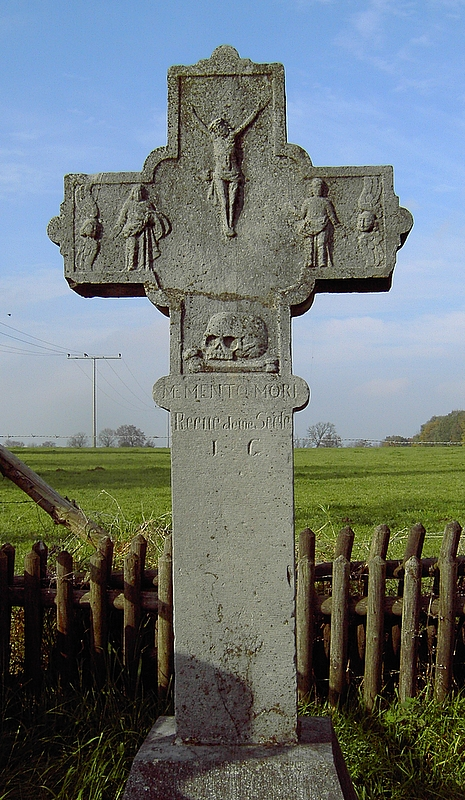
Wegkruis

## Bezienswaardigheden
- Twee oude stenen Wegkruisen
- Drievuldigheidskapel van 1646

## Nabijgelegen kernen
Lichtenbusch, Walheim, Oberforstbach, Kornelimünster